# 柏木悠
柏木悠（日语：／ Kashiwagi Haru，2005年3月31日—）是日本演员、舞者。出生于熊本县。隸屬於星塵傳播新人部。音樂團體超特急的成員，擔任主舞者，團體內代表顏色為橙色。團體活動時使用另一個藝名HARU。

## 略歷
- 2018年去东京遊玩时，被星塵傳播的星探挖掘后进入經紀公司，並加入EBiDAN[1]。
- 2019年 - 2022年8月，作為EBiDAN研究生（EBiDAN NEXT）、BATTLE BOYS選拔成員與M!LK的伴舞團體M!DANCERS成員進行活動[2]。
- 2022年8月8日、經過超特急新成員徵選計畫「超特急募」，成為該團體的新成員[3]。
- 2023年9月 - 11月，在《無法傳達給你。》首次主演电视剧（與前田拳太郎為雙主演）[4]。
- 2024年4月 - 5月，在《不良幽靈鬼（日语：ゴーストヤンキー）》首次個人主演电视剧[5]。

## 人物
- 爱好：拍风景、玩游戏、弹吉他
- 特长：舞蹈、足球
- 喜歡吃巧克力與葡萄
- 兒時曾經從兩公尺高的地方摔下來過，導致鼻子骨折。而4歲時在商場亂跑撞到玻璃，縫過眉間的傷，所以眉間有個十字的傷疤。[6]
- 2023年9月得腸胃炎時，被醫生告知「可能需要花1周時間才能康復」，但本人靠氣勢花兩天就痊癒了。

## 出演
※有關以超特急名義參與的活動，請參見相關項目。

### 电视剧
- 福岡恋愛白書（日语：福岡恋愛白書17「おはようマドンナ」）（2022年3月18日，KBC）- 飾演 同學
- 無法傳達給你。（2023年9月27日 - 11月15日，TBS）- 主演 芦屋架（與前田拳太郎為雙主演）
- 想和喜歡的男人分手（日语：好きなオトコと別れたい）（2024年4月3日－6月20日，東京電視台）- 飾演 イチ
- 不良幽靈鬼（日语：ゴーストヤンキー）（2024年4月18日 - 6月17日，MBS）- 主演 風町トゲル
- BILLION×SCHOOL（2024年7月5日 - 9月13日，富士電視台）- 飾演 鈴木司
- EYESEE～瞬間記憶搜查·柊班～（2025年1月21日 - 3月25日，富士電視台）- 飾演 瑞江律
- 被年下處男耍得團團轉（日语：年下童貞くんに翻弄されてます）（2025年4月25日 - 6月13日，MBS） - 主演・堂前帝都（與森香澄為雙主演）
- Dear My Baby（日语：ディアマイベイビー〜私があなたを支配するまで〜） 第7集（2025年5月17日，東京電視台）- 飾演 南雲昌哉
- 佔領放送局（2025年7月12日 - ，日本電視台）- 飾演 河童 / 高津波留斗

### 舞台
- FAKE MOTION 2022 SMR LIVE SHOW（2022年10月12日 - 13日、Symphony Hills）- 飾演 屋代景伸

## 來源
1. ↑  . EBiDAN 39&KiDS オフィシャルブログ Poweredby Ameba.   [2022-09-19]. （原始内容存档于2022-09-21） （日语）.
2. ↑  . BATTLE BOYS/バトルボーイズ 公式サイト.   [2022-09-19]. （原始内容存档于2022-01-27） （日语）.
3. ↑  . マイナビニュース. 2022-08-09  [2022-09-19]. （原始内容存档于2022-10-09） （日语）.
4. ↑  Inc, Natasha. . 音楽ナタリー.   [2023-06-25]. （原始内容存档于2023-06-25） （日语）.
5. ↑  .   [2024-03-15]. （原始内容存档于2024-03-27）.
6. ↑  Inc, Natasha. . 音楽ナタリー.   [2023-09-24]. （原始内容存档于2023-01-09） （日语）.